# 山下英三郎
山下 英三郎（やました　えいざぶろう、1946年 - ）は、日本の社会福祉学者。日本社会事業大学名誉教授。
長崎県長崎市に生まれる。1969年、早稲田大学法学部卒業。1985年、ユタ大学ソーシャルワーク学部修士課程を修了。1986年、埼玉県所沢市において、スクールソーシャルワーカーとして活動を始める。1997年、日本社会事業大学に着任。1999年、モンゴルの児童支援とソーシャルワーク教育支援に携わる。2012年、日本社会事業大学名誉教授。2019年、モンゴル国立教育大学名誉教授。特定非営利活動法人日本スクールソーシャルワーク協会名誉会長、特定非営利活動法人コスモス村代表理事、

## 著書
- 『虹を見るために―不登校児たちの伴走者として』（黎明書房、1989年）
- 『いつまでもツッパレ!子どもたち - スクールソーシャルワーカー奮戦記』（徳間書店、1989年）
- 『時代（とき）の風景 - 子どもたちの真のパートナーをめざして』 （学苑社、1993年）
- 『愛しき人たちの詩 - 不登校の子どもたちと歩き続け』（黎明書房、1995年）
- 『スクールソーシャルワークとは何か - その理論と実践』（現代書館、1998年）
- 『エコロジカル子ども論―教育から共生へ』（学苑社、1999年）
- 『スクールソーシャルワーク - 学校における新たな子ども支援システム』（学苑社、2003年）
- 『スクールソーシャルワークの展開 - 20人の活動報告』（学苑社、2005年）
- 『相談援助 - 自らを問い・可能性を感じとる 分かりやすいソーシャルワーク実践 子どもたちとの関わりを中心に』（学苑社、2006年）
- 『いじめ・損なわれた関係を築きなおす - 修復的対話というアプローチ』（学苑社、2010年）
- 『修復的アプローチとソーシャルワーク - 調和的な関係構築への手がかり』（明石書店、2012年）
- 『教育を紡ぐ - 大槌町 震災から新たな学校創造への歩み』（明石書店、2014年）
- 『迷走ソーシャルワーカーのラプソディ－どんなときでも、いいんじゃない？と僕は言う』(明石書店、2023年）